# 村瀬清
村瀬 清（むらせ きよし、1903年3月29日 - 1966年4月27日）は日本の政治家。初代東京都千代田区長。

## 経歴
長野県北安曇郡大町（現大町市）の清水家に生まれる。旧制大町中学（長野県大町高等学校）、旧制松本高等学校を経て東京帝国大学政治科卒業。中国大陸に設置された関東庁から1929年東京市社会局に転出。1943年、東京都制施行と同時に計画局都市計画課長となる。1945年、官選の神田区長に任命され、1947年の公選による千代田区長選挙に当選。以後の区長選任制時代を含めて3期務めた。その間、全国連合戸籍協議会長、日本赤十字社東京都連合会長、東京都住宅供給公社理事に就任した。退任後の1965年、首都圏不燃建築公社の会長に就任した。